# Het naaimachine lied
Het naaimachine lied is een single van André van Duin. Het lied is geschreven door Van Duin en Jan Rietman en opgenomen in de geluidsstudio van die laatste. Voor wat betreft de verkopen werd het geen carnavalshit. Het thema is een oude woordspeling: "Een naaimachine naait, een nietmachine niet".
André van Duin promootte de single in zijn eigen show Bij Van Duin bij RTL 4.

## Hitnotering
De Belgische BRT Top 30 en de Vlaamse Ultratop 50 werden niet bereikt.

### Nederlandse Top 40
| Positie: | 38 | 38 | 39 | uit |

### NederlandseNationale Hitparade Top 100
| Positie: | 46 | 39 | 41 | uit |